# Vikersund
Vikersund – miasto w Norwegii zamieszkałe przez 3148 mieszkańców.

## Vikersund jako ośrodek sportów zimowych
W Vikersund znajduje się mamucia skocznia narciarska – Vikersundbakken – posiadająca punkt konstrukcyjny umieszczony na 200 metrze i Hill Size wynoszący 240 metrów. W  
1977, 1990, 2000, 2012 i 2022 roku odbyły się na niej Mistrzostwa świata w lotach narciarskich, które wygrali odpowiednio Szwajcar Walter Steiner, Niemcy Dieter Thoma i Sven Hannawald (pierwszy z nich przed zjednoczeniem Niemiec jako reprezentant RFN), Słoweniec Robert Kranjec i Norweg Marius Lindvik. Po przebudowie i powiększeniu skoczni w roku 2010, jej aktualnym rekordzistą jest Austriak Stefan Kraft (jego skok na odległość 253,5 metrów oddany 18 marca 2017 roku został oficjalnym rekordem świata).

## Galeria

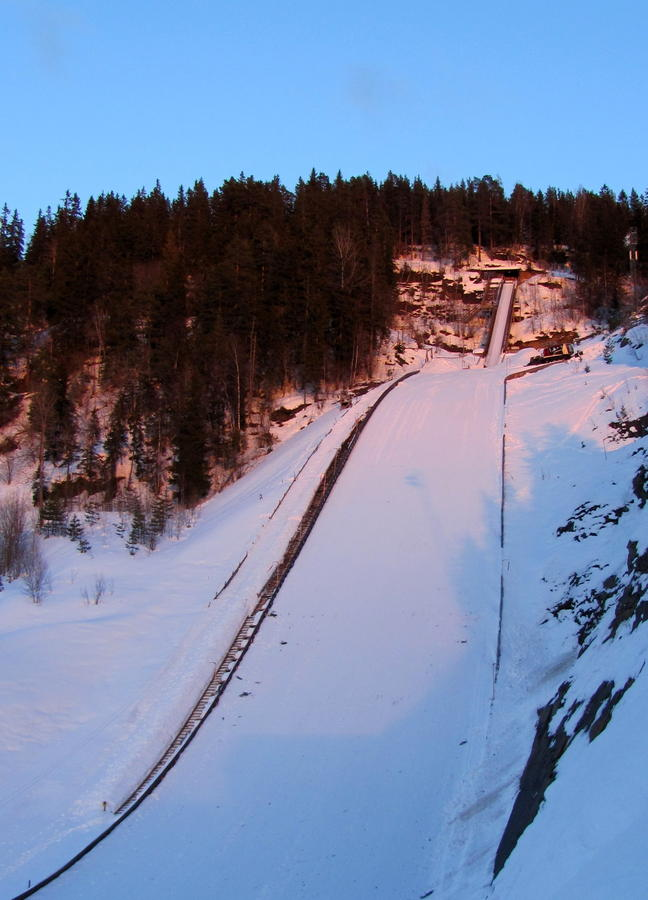
skocznia duża
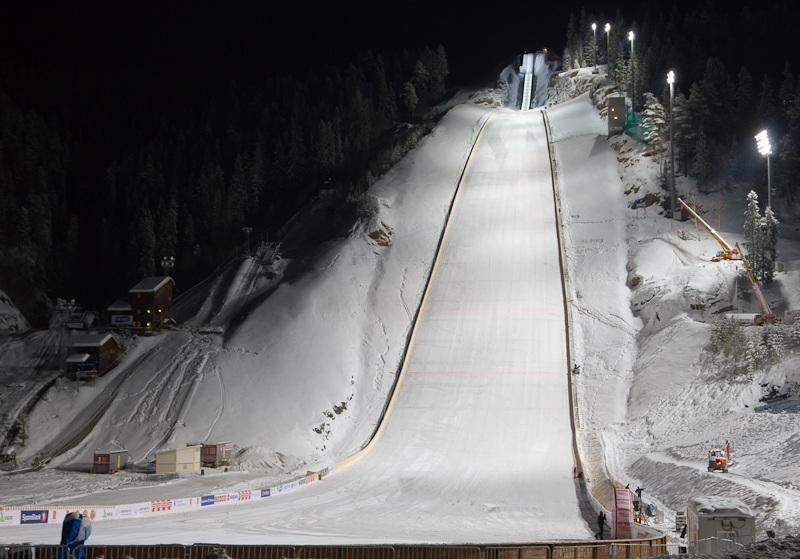
skocznia mamucia